# Papežská akademie sv. Tomáše Akvinského

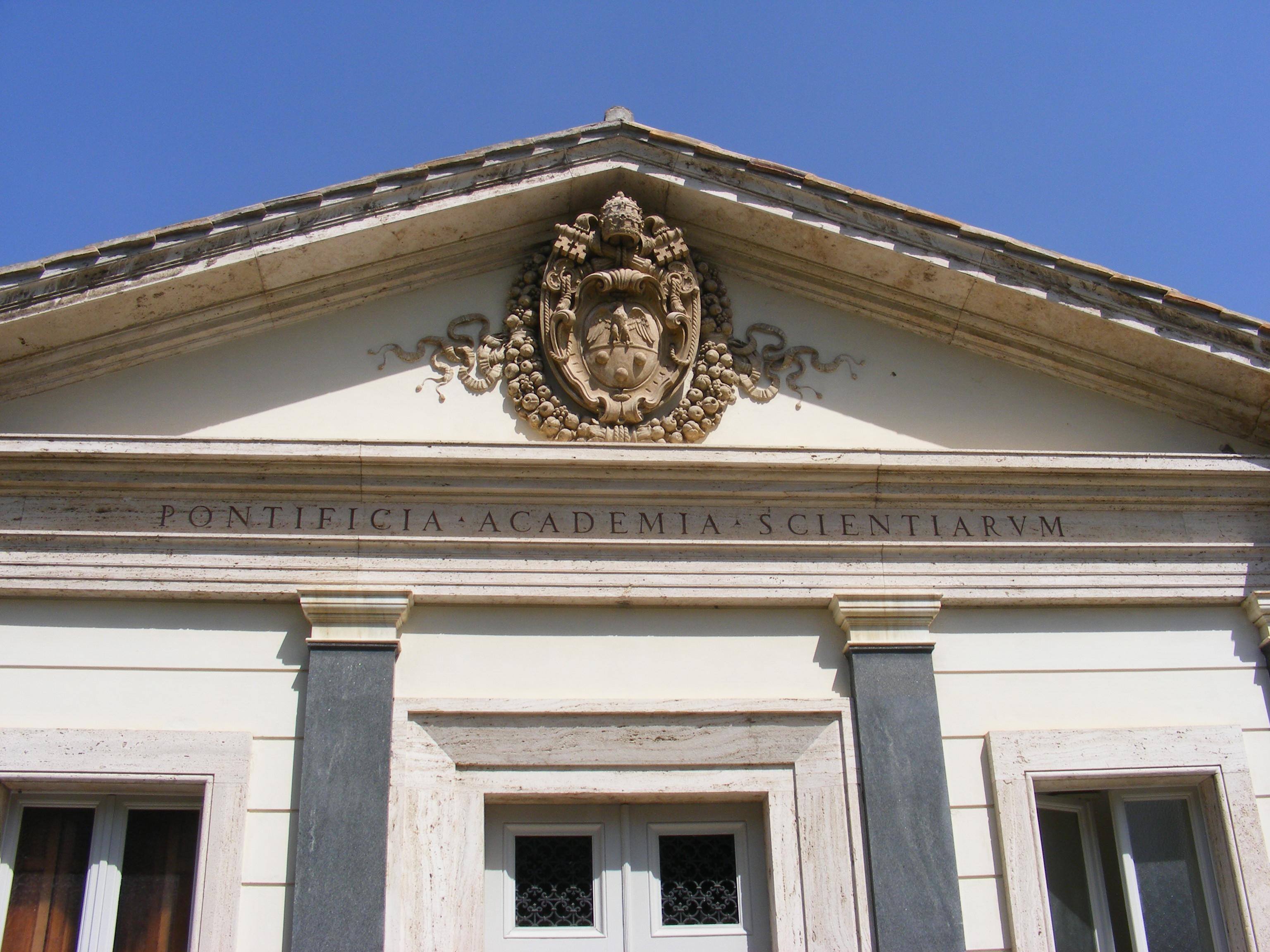
Vstupní průčelí akademie

Papežská akademie sv. Tomáše Akvinského (lat. Pontificia Academia Sancti Thomae Aquinatis) byla založena 15. října 1879 papežem Lvem XIII. jako jedna z tomistických organizací v Evropě. Potvrdil ji papež Pius X. dne 23. ledna 1904.
Akademie sídlí v Letohrádku Pia IV. ve Vatikánských zahradách. Do roku 1965 akademii řídil sbor kardinálů, poté byla vedením pověřena jediná osoba ve funkci prezidenta. Současným prezidentem je Serge-Thomas Bonino.
Hlavní cíle akademie jsou:
- Provádět výzkum a vysvětlovat učení sv. Tomáše Akvinského
- Předkládat sv. Tomáše Akvinského jako příkladného křesťanského učitele, který hledal pravdu a dobro
- Vysvětlovat víru ve smyslu tomismu
- Podporovat interakci mezi vírou a rozumem a dialog mezi vědou, filosofií a teologií
- Spolupracovat s členy ostatních Akademií k podpoře křesťanské filosofie a teologie
- Podporovat výzkum díla a idejí sv. Tomáše Akvinského
- Podporovat mezinárodní spolupráci badatelů, zabývajících se sv. Tomášem Akvinským a jeho prací
- Šířit význam zásad tomismu ve společnosti
- Podporovat vzdělanost veřejnosti a znalost myšlenek sv. Tomáše Akvinského

## Členové akademie
| - Jan Aertsen - Enrico Berti - Mauricio Beuchot Puente - Inos Biffi - Serge-Thomas Bonino - Stephen L. Brock - Jean-Louis Bruguès - Rafael Tomás Caldera - Angelo Campodonico - Romanus Cessario - Lluís Clavell - Andrea Dalledonne - Lawrence Dewan - Joseph Augustine Di Noia - María Celestina Donadío Maggi de Gandolfi - Jude Patrick Dougherty - Ricardo A. Ferrara | - Kevin Flannery - Yves Floucat - Eudaldo Forment - Umberto Galeazzi - Luz García Alonso - Wojciech Giertych - Russell Hittinger - Reinhard Huetter - Ruedi Imbach - José A.Izquierdo Labeaga - Edward Kaczyński - Antonio Livi - Alejandro Llano - Mauro Mantovani - Enrique Martínez - Fernando Moreno - Charles Morerod | - John O'Callaghan - Mario Pangallo - Günther Pöltner - Pasquale Porro - Vittorio Possenti - Pedro Rodríguez - Mario Enrique Sacchi - Marcelo Sánchez Sorondo - Horst Seidl - Carlos Steel - Giuseppe Tanzella Nitti - Luca Tuninetti - Georg Wieland - Robert Wielockx - John Wippel |